# 이스트먼 존슨
조너선 이스트먼 존슨(Jonathan Eastman Johnson, 1824년 7월 29일~1906년 4월 5일)은 미국의 화가이자 메트로폴리탄 미술관, 뉴욕의 공동 설립자이며, 그의 이름이 입구에 새겨져 있다. 그는 일상생활의 장면을 그린 풍속화와 에이브러햄 링컨, 너새니얼 호손, 랠프 월도 에머슨, 헨리 워즈워스 롱펠로와 같은 저명한 미국인들의 초상화로 가장 잘 알려져 있다. 그의 후기 작품들은 1850년대 헤이그에서 공부했던 17세기 네덜란드 거장들의 영향을 종종 보여주며, 당시 그는 "미국 렘브란트"로 알려져 있었다.

## 생애

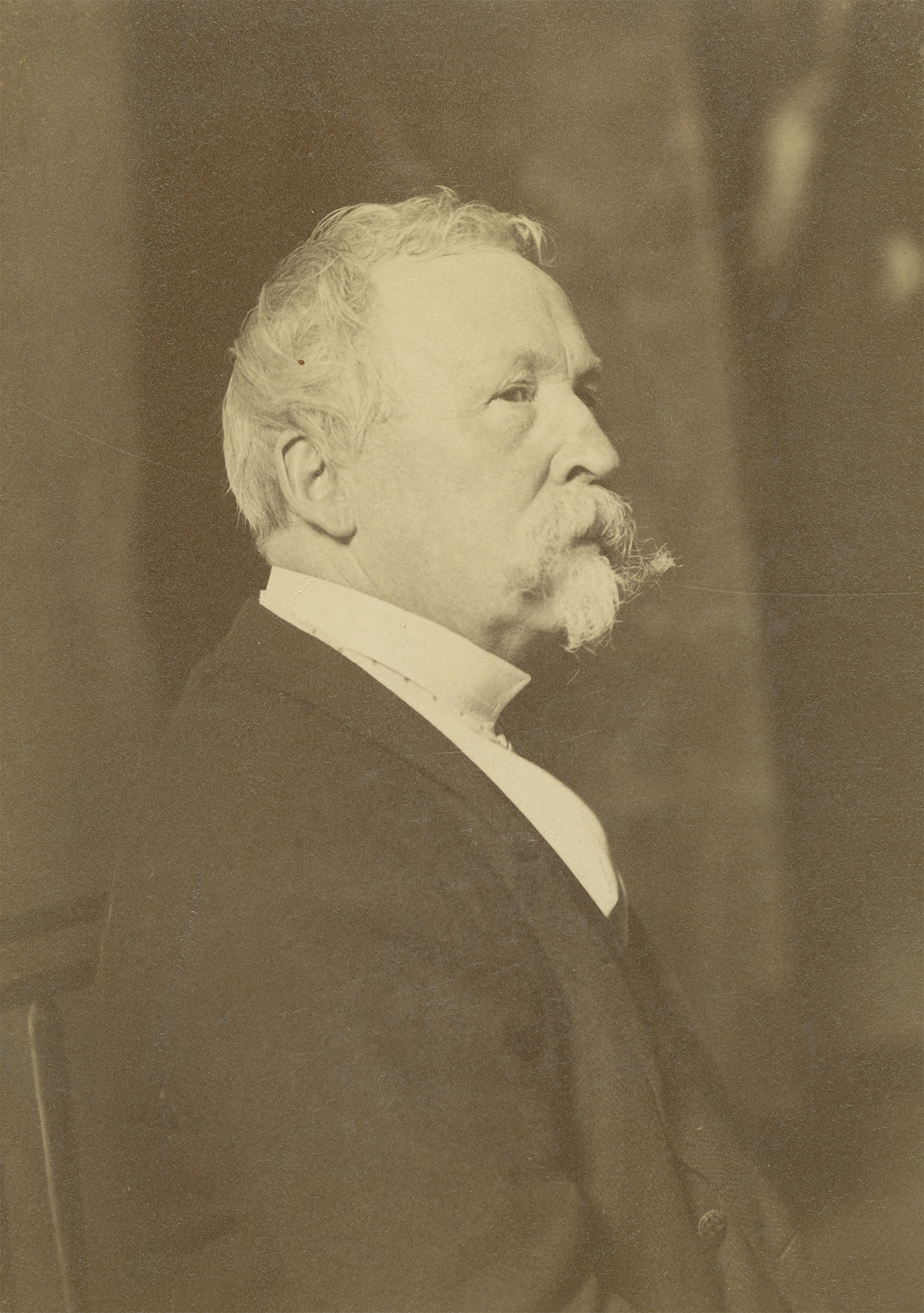
이스트먼 존슨, 1890년대, 앨범 인쇄 (캐비닛 카드), 에드윈 S. 베넷, 워싱턴 D.C. 국립미술관 도서관 이미지 컬렉션 부서

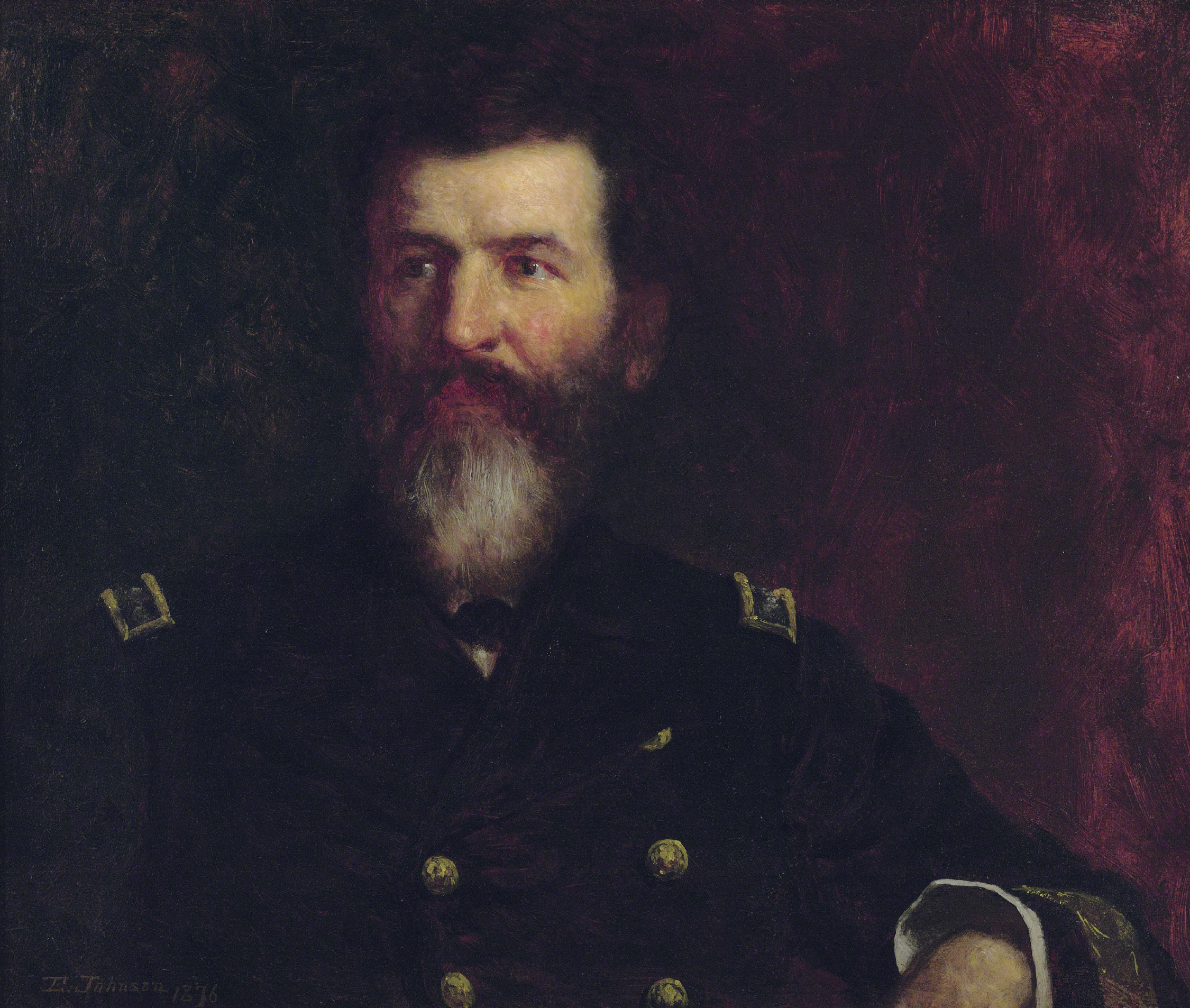
이스트먼 존슨의 동생 필립 캐리건 존슨 제독의 초상화, 캔버스에 유화, 21 × 25인치, 1876년

존슨은 1824년 메인주 러벨에서 필립 캐리건 존슨과 메리 킴볼 챈들러(1796년 10월 18일 뉴햄프셔 출생, 1818년 결혼)의 여덟 자녀 중 한 명으로 태어났다. 그의 형제자매는 형제 루벤과 필립, 자매 해리엇, 주디스, 메리, 사라, 넬이었다. (그의 남동생 필립은 미국 해군 준장이 되었고 앨프레드 윌킨슨 존슨 부제독의 아버지가 되었다.)
이스트먼은 프라이버그와 오거스타에서 자랐는데, 가족은 플레전트 스트리트와 나중에 윈스롭 스트리트 61번지에 살았다. 그의 아버지는 여러 사업체의 소유주였고, 형제 조직에서 활동했다: 그는 메인 대규모 로지(고대 자유 및 인정된 석공)의 대규모 서기였다 (1836–1844). 그는 1840년 메인 국무장관으로 임명되어 2년간 재직했다.

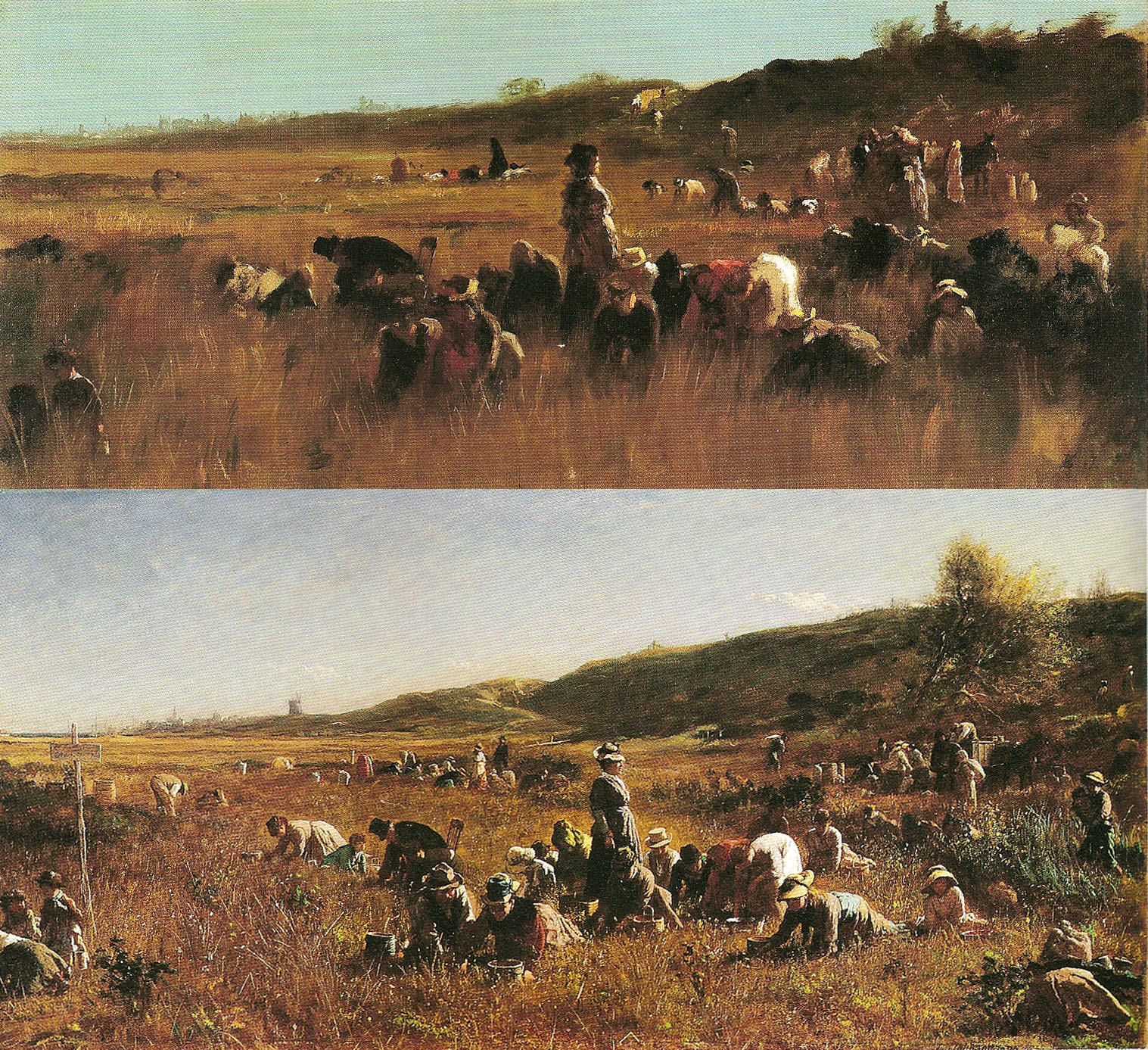
《난터켓 섬의 크랜베리 따기》(1879)와 《난터켓 섬의 크랜베리 수확》(1880) 비교. 둘 다 캔버스에 유화이다.

## 경력
이스트먼 존슨의 예술가 경력은 1840년 그의 아버지가 보스턴 석판 인쇄업자에게 견습생으로 보내면서 시작되었다. 그의 아버지의 정치적 후원자였던 메인 주지사 존 페어필드가 미국 상원에 진출한 후, 존슨 선임은 1840년대 후반 미국 대통령 제임스 포크에 의해 해군부 건설, 장비 및 수리국의 수석 서기로 임명되었다. 가족은 워싱턴 D.C.로 이사하여 처음에는 임대 주택에 살았다. 1853년, 그들은 13번가와 14번가 사이, 백악관과 해군부 사무실에서 몇 블록 떨어진 F 스트리트 266번지에 새로운 연립 주택을 구입하여 영구적인 거주지가 되었다. 젊은 존슨은 한동안 보스턴에 살았고 유럽에서 공부했지만, 1850년대 후반 뉴욕으로 이사하기 전까지 이 집을 거점으로 사용했다.
젊은 존슨은 약 20세에 워싱턴 D.C.로 이사하여 존 퀸시 애덤스와 돌리 매디슨을 포함한 크레용 초상화를 그리며 생활비를 벌었고, 아마도 아버지의 정치적 인맥의 도움을 받았을 것이다. 그는 뉴잉글랜드로 돌아와 1846년 22세에 보스턴에 정착했다.
1849년, 존슨은 독일로 건너가 쿤스트아카데미 뒤셀도르프에서 더 공부했다. 이곳은 많은 미국인을 포함한 많은 예술가들이 미술을 공부하는 새로운 중심지가 되었다. 그들은 뒤셀도르프 회화 학교에 참여했다.
1851년 1월, 존슨은 독일로 돌아오기 전에 미국에서 잠시 살았던 독일인 에마누엘 고틀리프 뢰체의 스튜디오에 입학했다. 그의 주요 완성작은 워딩턴 위트리지의 초상화이다.

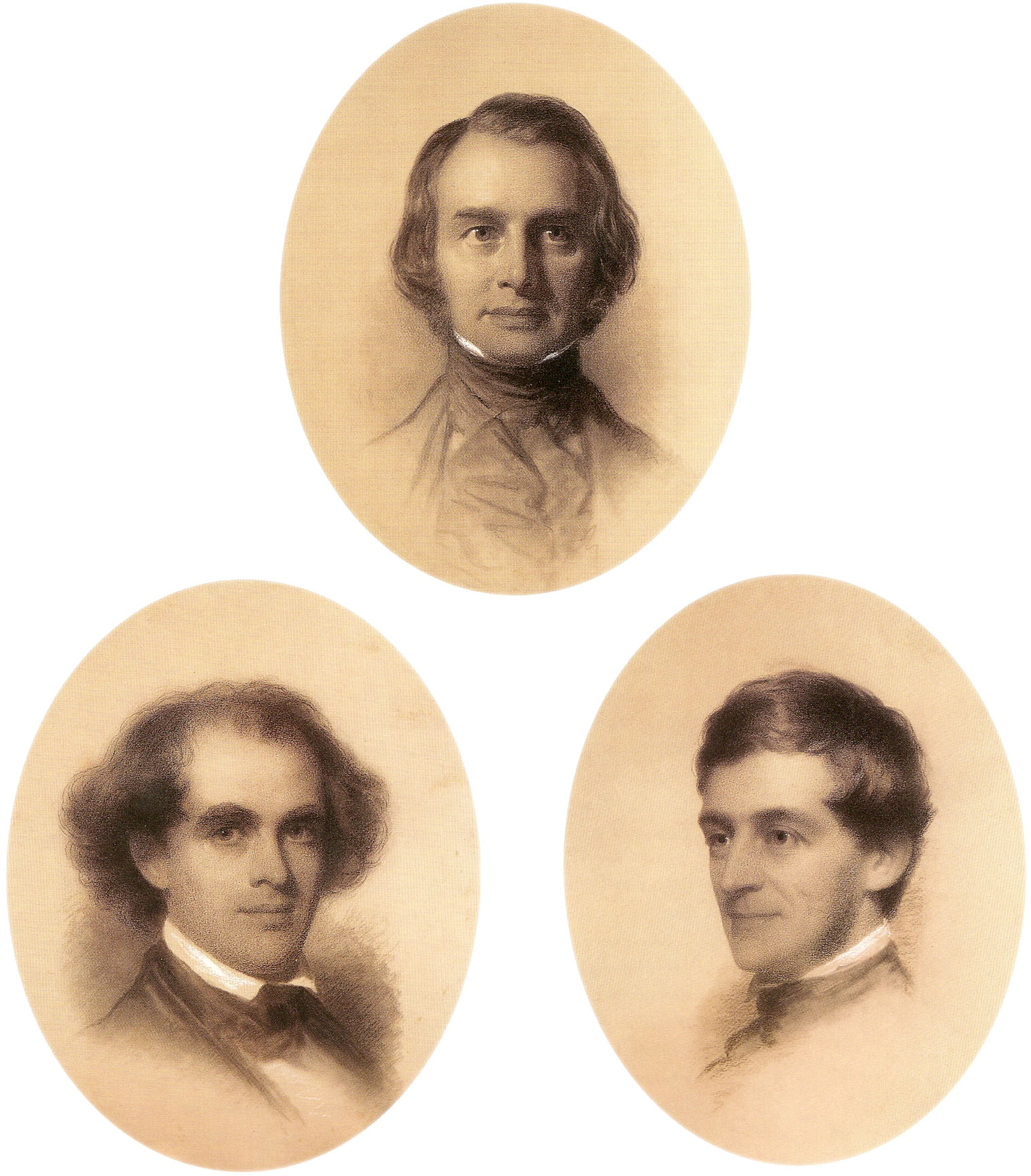
헨리 워즈워스 롱펠로 – 너새니얼 호손 – 랠프 월도 에머슨, 종이에 크레용과 분필, 각 21 × 19인치 타원형, 1846년

존슨은 헤이그로 이사하여 17세기 네덜란드와 플랑드르 거장들을 공부했다. 그는 1855년 어머니의 죽음으로 미국으로 돌아오기 전, 1855년 아카데미 화가 토마 쿠튀르에게서 공부하면서 유럽 여행을 마쳤다.
1856년, 그는 위스콘신주 슈피리어에 사는 누이 사라와 그녀의 가족을 방문했다. 그의 혼혈인 안내원 스티븐 봉가는 오지브웨이족과 아프리카계 미국인이었는데, 존슨을 슈피리어 주변의 아니시나베 (오지브웨이족) 원주민들 사이로 데려갔다. 1857년 내내 존슨은 친밀하고 편안한 포즈로 그들을 자주 그렸다. 위스콘신 역사 학회에 따르면, 존슨은 봉가와 함께 오늘날 그랜드 포티지 국립 기념물, 아포슬 아일랜드 국립 기념물, 그리고 아일 로열 국립공원로 알려진 지역을 여행했다.
1859년, 존슨은 동부로 돌아와 뉴욕에 스튜디오를 설립했다. 그는 그 해 국립 디자인 아카데미에서 자신의 그림인 남부의 흑인 생활 (1859)을 전시하며 미국 예술가로서의 명성을 확고히 했다. 이 그림은 대중적으로는 올드 켄터키 홈으로 불렸다. 이 그림은 농장이 아닌 워싱턴 D.C.의 도시 뒷마당을 배경으로 했다. 그 해 존슨은 국립 디자인 아카데미의 준회원으로 선출되었고 1860년에는 정식 아카데미 회원이 되었다.
존슨은 또한 뉴욕 연합 리그 클럽의 회원도 되었는데, 이 클럽은 그의 그림을 많이 소장하고 있다. 1869년, 55세의 나이에 그는 처음으로 엘리자베스 버클리와 결혼했다. 그들은 1870년에 외동딸 에셀 이스트먼 존슨을 낳았다. 에셀은 1896년에 앨프레드 로널즈 콘클링 (로스코 콩클링 상원 의원의 조카)과 결혼했다.
1906년 81세의 나이로 사망했을 때, 이스트먼 존슨은 뉴욕 브루클린의 그린우드 묘지에 묻혔다.

## 스타일

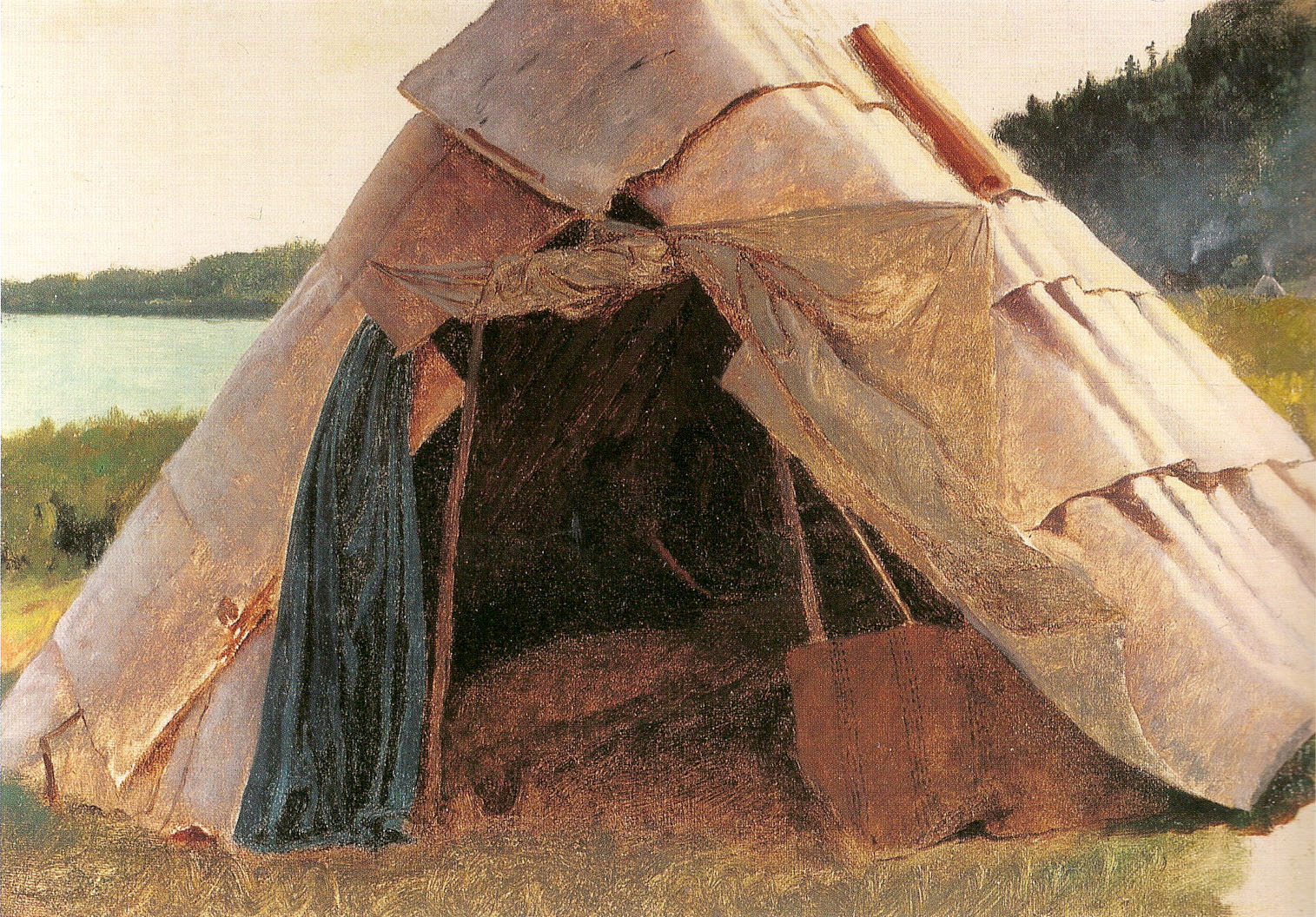
《그랜드 포티지의 오지브웨이족 위그왐》, 캔버스에 유화, 1857년, 10 × 15인치. 미네소타주 덜루스에 있는 세인트루이스 카운티 역사 학회 제공.

존슨의 스타일은 주제와 실행 모두에서 대체로 사실적이다. 그의 목탄 스케치는 시대 예술가들에게 강한 영향을 받지 않았지만, 그의 석판화 훈련에 더 많은 영향을 받았다. 후기 작품들은 17세기 네덜란드와 플랑드르 거장들, 그리고 장프랑수아 밀레의 영향을 보여준다. 밀레의 이삭 줍는 여인들의 영향은 존슨의 "난터켓 섬의 크랜베리 수확"에서 볼 수 있지만, 작품의 감정적인 분위기는 훨씬 다르다.
고정관념보다는 개인을 신중하게 묘사한 것은 그의 그림의 사실성을 높여준다. 오지브웨이족 예술가 칼 고보이는 1857년 존슨이 그린 오지브웨이족 사람들의 초상화 속 얼굴들이 오늘날 오지브웨이족 공동체 사람들에게서 알아볼 수 있다고 언급한다. 그의 일부 그림, 예를 들어 "그랜드 포티지의 오지브웨이족 위그왐"은 후기 수퍼리얼리즘 운동에서 볼 수 있는 세부적인 묘사로 매우 사실적이다.
그의 광원에 대한 세심한 관심은 사실성에 기여한다. "소녀와 애완동물" 그리고 "소년 링컨"과 같은 초상화는 1850년대 헤이그에서 공부했던 17세기 네덜란드 거장들과 유사한 방식으로 단일 광원을 사용한다.

## 주제

### 초상화

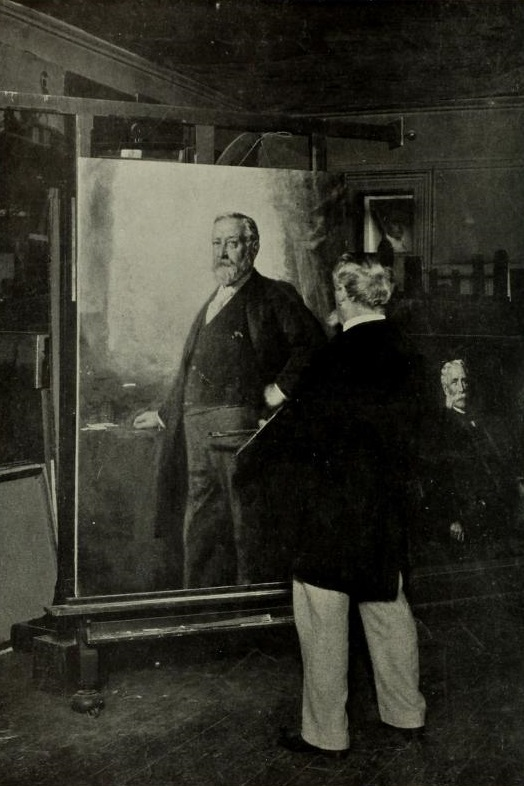
벤저민 해리슨 대통령의 전신 초상화를 그리는 이스트먼 존슨.

존슨의 주제는 미국 대통령부터 문학계 인물, 이름 없는 개인에 이르기까지 부유하고 영향력 있는 사람들의 초상화를 포함했다. 그는 일상적인 장면 속에서 평범한 사람들을 그린 그림으로 가장 잘 알려져 있다. 존슨은 종종 스타일이나 세부 사항을 변경하면서 동일한 주제를 다시 그렸다.

### 뉴잉글랜드
난터켓 섬의 크랜베리 수확, 옛 역마차, 난터켓 섬의 옥수수 껍질 벗기기, 수액 채취자들, 메인주 프라이버그의 캠프에서 설탕 만들기 등 뉴잉글랜드 생활을 다룬 그의 작품들은 그를 풍속화가로 확립시켰다. 5년 동안 그는 단풍나무 수액을 단풍 설탕으로 가공하는 과정에 대한 많은 스케치와 작은 그림을 그렸지만, 시작했던 더 큰 작품은 완성하지 못했다.
이와 대조적으로, 그는 크게 유명해진 옛 역마차를 주로 자신의 스튜디오에서 개발했으며, 그 구성에 대해 신중하게 계획했다. 이 역마차는 캣츠킬산맥에서 하이킹을 하다가 우연히 발견하고 스케치했던 버려진 역마차를 바탕으로 했다. 그는 난터켓 스튜디오 근처에서 모델로 모집한 지역 아이들을 사용했다. 이러한 인위성에도 불구하고, 이 그림은 건전하고 자연스러우며 전원적인 것으로 찬사를 받았다.

### 오지브웨이족

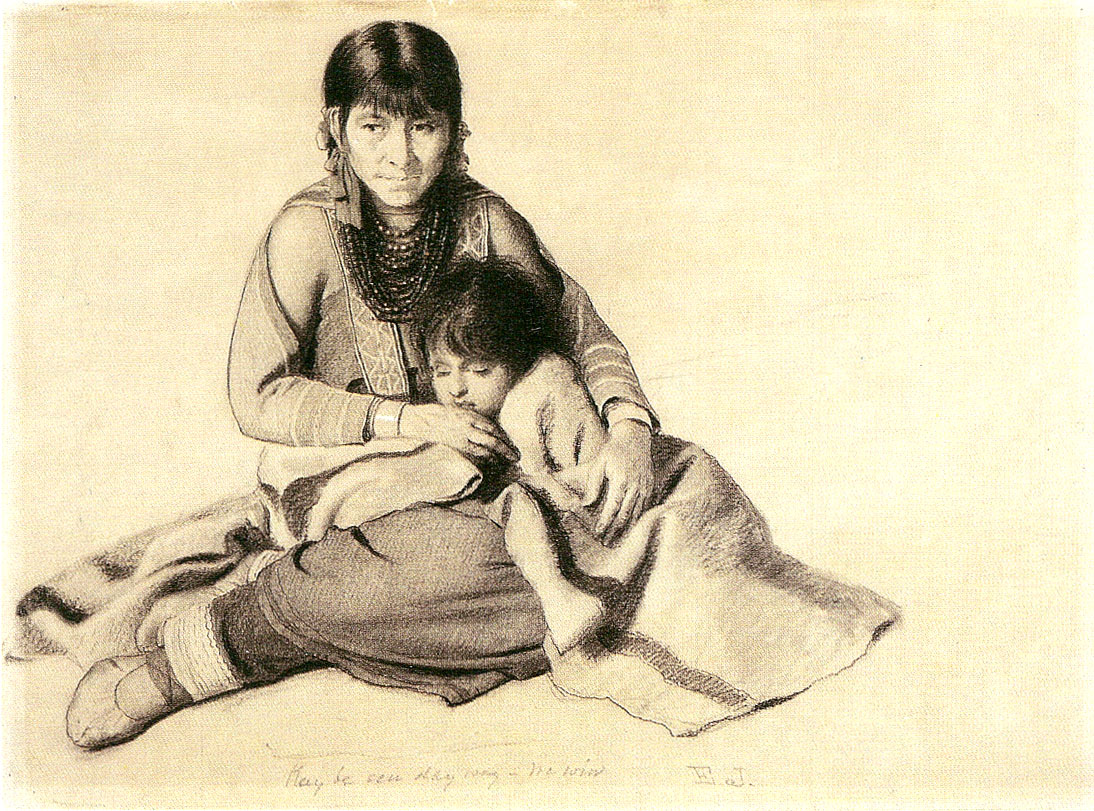
오지브웨이족 위그왐, 목탄과 크레용, 1857년, 11 × 14인치. 미네소타주 덜루스에 있는 세인트루이스 카운티 역사 학회 제공.

1856년-1857년, 존슨은 슈피리어호에 있는 위스콘신 서부 변경 지역의 슈피리어에 있는 누이 사라와 남동생을 방문했다. 그는 오지브웨이족/아프리카계 미국인 부모를 둔 통역사이자 안내인인 스티븐 봉가의 도움으로 그 지역을 여행하고 오지브웨이족 사람들을 만날 수 있었다.
현대의 오지브웨이족 예술가 칼 고보이는 존슨이 봉가와 그의 혼혈 가족(봉가는 오지브웨이족 아내와 어머니를 가지고 있었다)과 보낸 시간이 그의 그림 방식에 변화를 주었을 것이라고 추측한다. 확실히 존슨은 많은 오지브웨이족을 대상으로 그림을 그리는 데 성공했다. 그의 드로잉과 그림에서 존슨은 그 시대의 그림에서는 흔치 않게 오지브웨이족 사람들을 더 친밀하고 편안한 방식으로 묘사했다. 또한 특이한 점은 그가 종종 작품의 제목에 피사체의 이름을 포함시켰다는 것이다. 그는 개별 초상화에만 집중하지 않고 오지브웨이족 주거지, 세인트루이스 만, 그리고 일상생활 속에서 오지브웨이족의 다른 집단을 포함하는 장면들을 그림과 스케치로 그렸다.
존슨은 광범위한 금융 공황으로 인해 위스콘신주의 부동산 투자가 가치가 없어지면서 위스콘신을 떠났다. 그는 초상화 의뢰로 돈을 벌기 위해 오하이오주 신시내티로 이사했고, 오지브웨이족을 주제로 다시는 돌아가지 않았다.
그의 오지브웨이족 그림과 스케치는 평생 동안 팔리지 않았다. 현재 그들은 미네소타주 세인트루이스군 덜루스에 있는 세인트루이스 카운티 역사 학회가 소유하고 있다.

### 노예제도

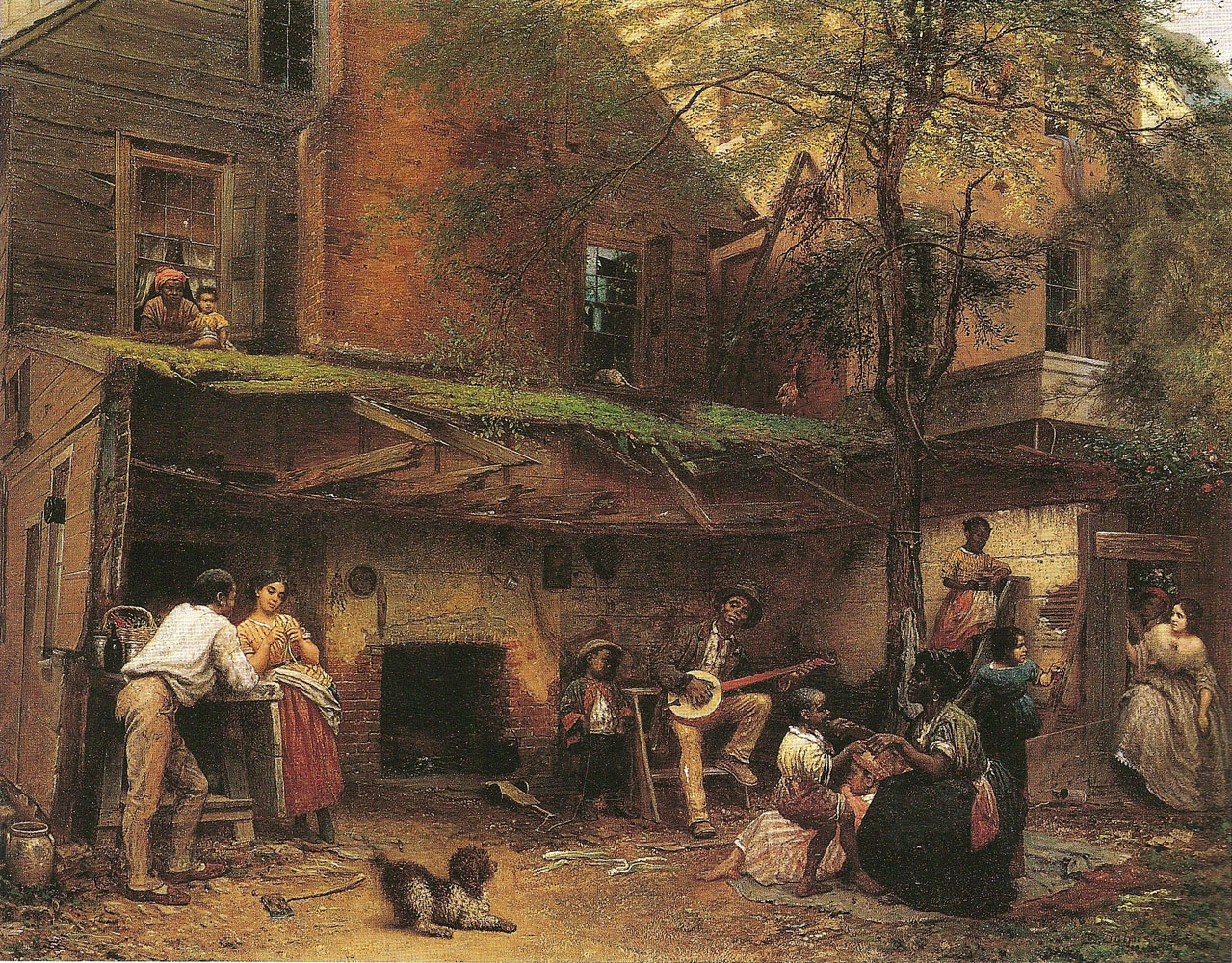
《남부의 흑인 생활》, 캔버스에 유화, 1859년, 36 × 45인치.

남북 전쟁이 시작되기 직전에 완성된 남부의 흑인 생활 (1859)은 존슨의 걸작으로 여겨진다. 그 복잡성 때문에 학자들에 의해 길게 분석되고 해석되었다. 이 그림은 워싱턴 D.C.의 도시 "뒷골목" 노예들의 장면을 묘사하지만, 그 해부터 대중적으로는 "켄터키 옛집"(스티븐 포스터의 노래 "켄터키 옛집"을 바탕으로)으로 알려졌고 농장 생활을 보여주는 것으로 언급되었다. 이 그림은 허물어져 가는 집 뒤편에서 벌어지는 다양한 가정 활동을 보여주며, 오른쪽에는 더 좋은 상태의 집이 있다. (배경은 워싱턴에 있는 존슨 아버지 집 근처의 노예 거주지 뒷마당이다.)
왼쪽 전경에는 젊은 흑인 남성과 피부색이 밝은 여성이 구애하고 있으며, 중간에는 밴조 연주자가 음악을 연주하고 있는데, 한 성인 여성이 아이와 함께 춤을 추고 다른 사람들이 지켜보고 있다. 오른쪽 가장자리에는 정교한 흰색 드레스를 입은 젊은 백인 여성이 옆집에서 이 세상으로 문턱을 넘어서고 있으며, 그 뒤에는 또 다른 흑인 인물이 있다. (그녀는 존슨의 누이이다.) 한 성인 흑인 여성은 부분적으로 무너진 지붕에 앉아 있는 작은 피부색이 밝은 아이를 붙들고 위층 창문 밖을 내다본다. 중간 전경에서 아이와 춤추는 여성은 가장 어두운 피부색을 가지고 있다. 거의 모든 개인은 다른 피부색으로 그려져 있다.
이러한 "유색인종" 간의 차이는 미국 남부 아프리카계 미국인 사회를 반영하지만, 동시에 보는 이로 하여금 묘사된 사람들의 혼혈 인종 조상을 곰곰이 생각하게 한다. 몇 가지 요소는 보이지 않는 부유한 백인 아버지와의 관계를 암시하거나 상징한다 — 혼혈아, 흑인 거주지에서 옆집의 더 큰 집으로 이어지는 사다리, 그리고 상징적으로 키 큰 집 근처 나무 꼭대기의 수탉과 흑인 집 지붕 위의 암탉. 노예제의 찬성론자와 반대론자 모두 이 그림을 자신들의 세계관을 지지하는 것으로 인식했는데, 이는 흑인들이 충분히 쾌활해 보이지만 그들의 집은 허물어져 있기 때문이다.

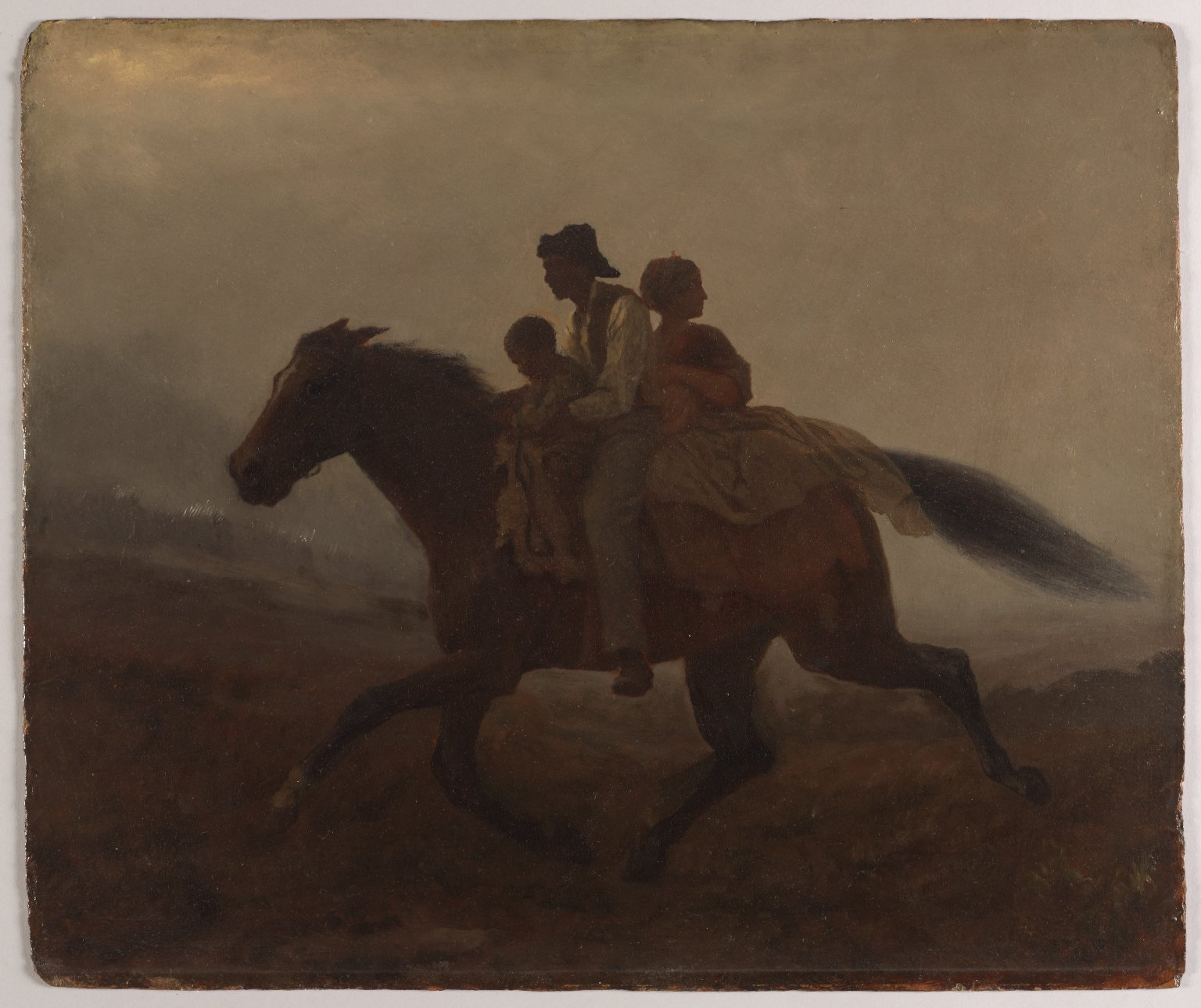
《자유를 향한 질주 – 도망 노예》, 종이 보드에 유화, 1862년경, 브루클린 미술관

새벽에 노예 가족이 자유를 향해 말을 타고 가는 모습을 묘사한 《자유를 향한 질주 – 도망 노예》(1862) 또한 해석을 유도한다. 존슨은 노예 가족을 작품의 정중앙에 배치하여 그들 자신의 운명의 주체로 행동하게 한다. 새벽으로 보이며 멀리서 총검에 빛이 비쳐 연합군 진영을 나타낸다. 한 남자가 아이를 앞에 태우고 말을 타고 있고, 그 뒤에는 여자가 갓난아기를 가슴에 바싹 안고 있다. 그녀는 마치 추격자들을 걱정하는 듯, 혹은 무엇을 남겨두고 왔는지 궁금해하며 뒤를 돌아본다. 큐레이터 엘리너 하비는 이 그림이 "노예 문제의 완전한 범위가 드러나기 시작하는 순간을 포착한다. 존슨은 이 사람들을 전면에 배치함으로써 국가적 논쟁에서 그들의 곤경을 고조시켰다"고 썼다.
존슨은 당시 이 그림이 남북 전쟁 매너서스 전투 중 자신의 관찰을 바탕으로 한 것이라고 언급했다.
그의 작품, 《주님은 나의 목자이시니》(1863)는 한 아프리카계 미국인 남성이 성경을 읽는 모습을 보여주는데, 이스트먼의 작품명으로 보아 시편 23편을 읽는 것으로 추정된다. 여기서 그는 연합군 복무를 나타낼 수 있는 파란색 재킷에 기대어 앉아 있다. 이 그림은 많은 흑인들이 노예 상태에서 자유로 탈출했던 노예 해방 선언 발표 직후에 그려졌다. 독서는 해방된 사람들이 발전하는 능력의 핵심으로 여겨졌다.

## 갤러리

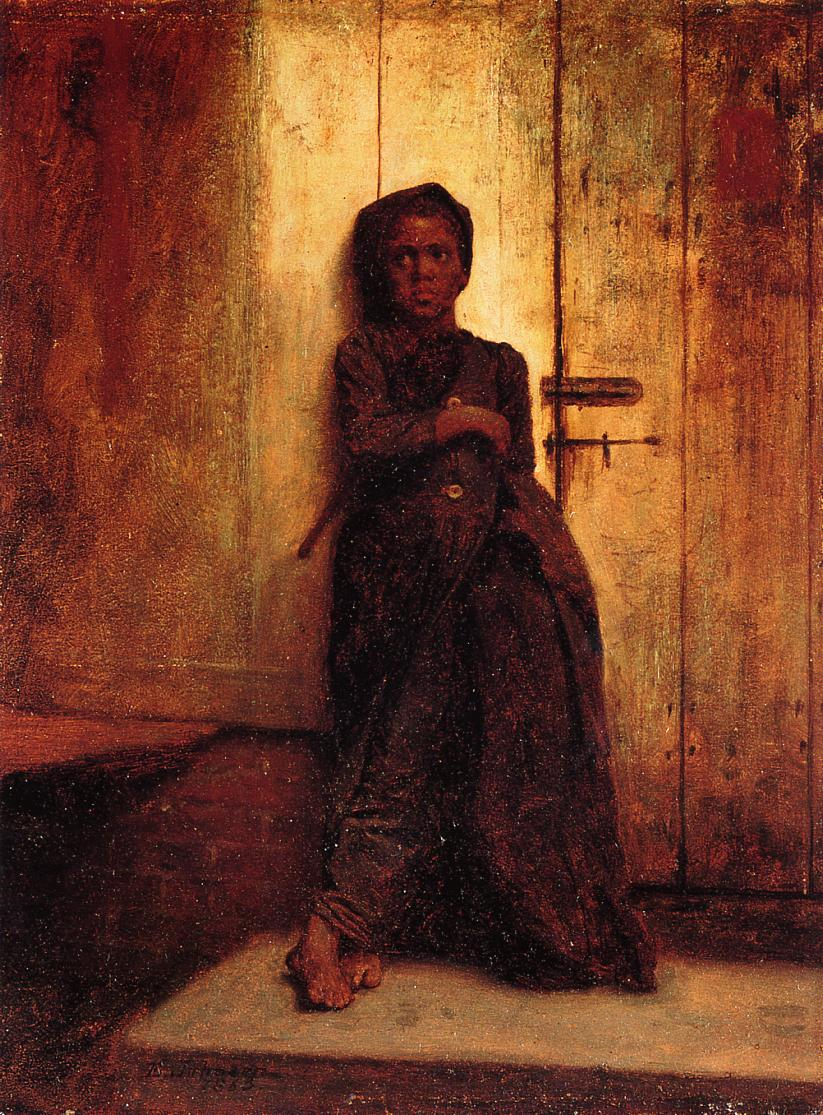
《어린 굴뚝 청소부》, 캔버스에 유화, 1863년, 18 1/2 × 16 1/2인치 (47 × 41.9 cm) 디트로이트 미술관
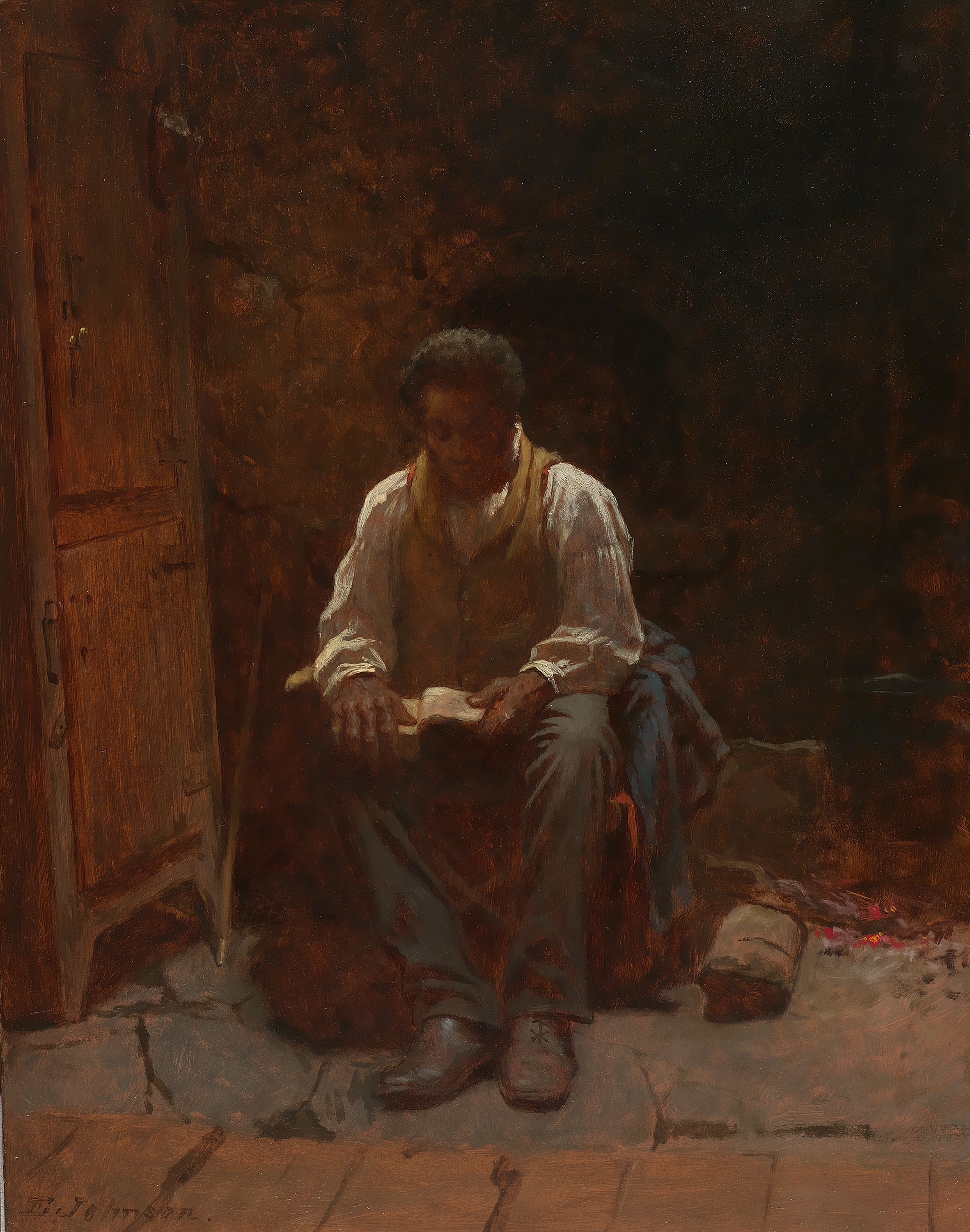
《주님은 나의 목자이시니》, 캔버스에 유화, 1863년경, 17 × 13인치 (42 × 33 cm) 스미스소니언 미술관
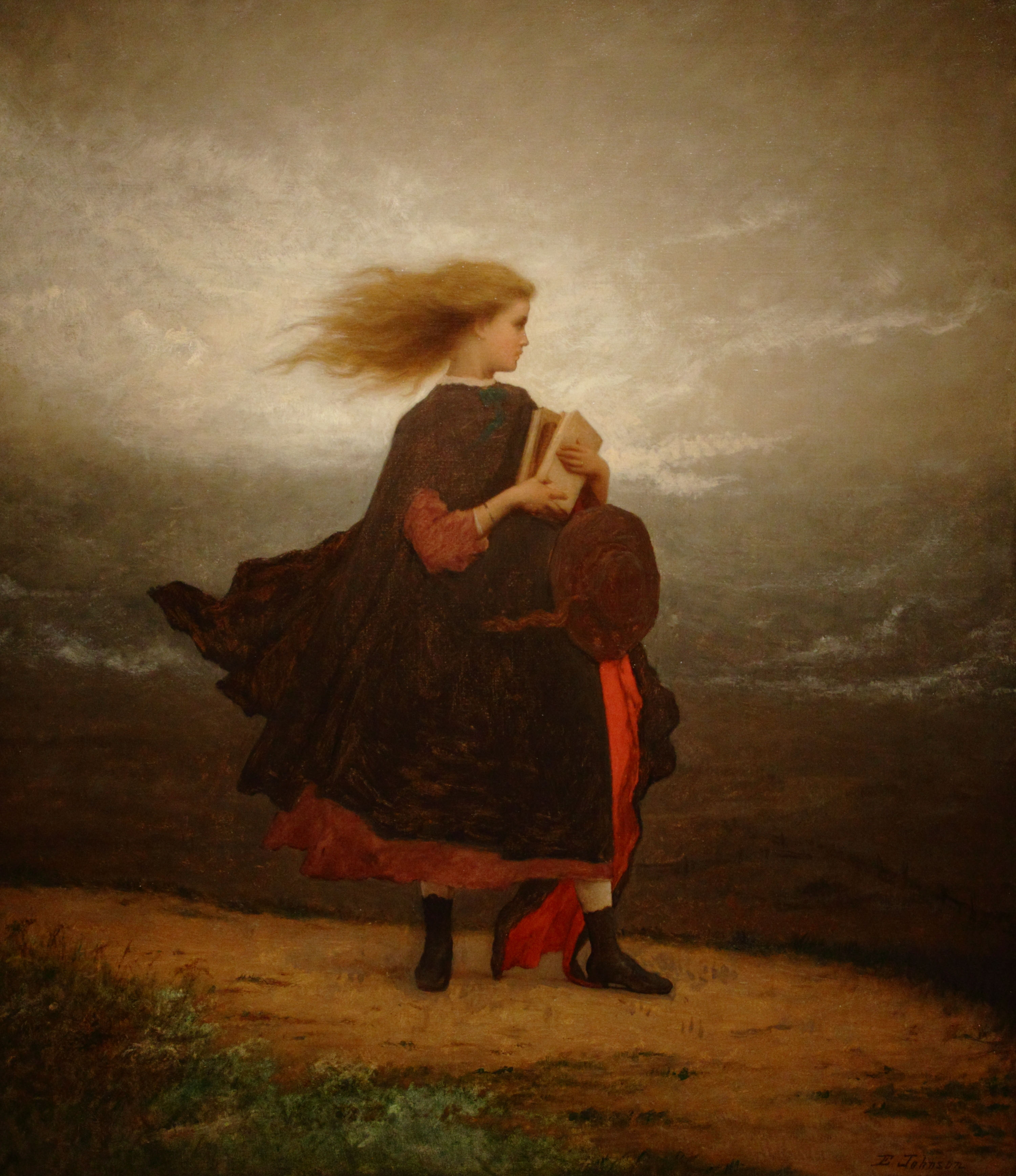
《내가 남기고 온 소녀》, 캔버스에 유화, 1870년경~1875년, 42 x 35인치, 스미스소니언 미술관
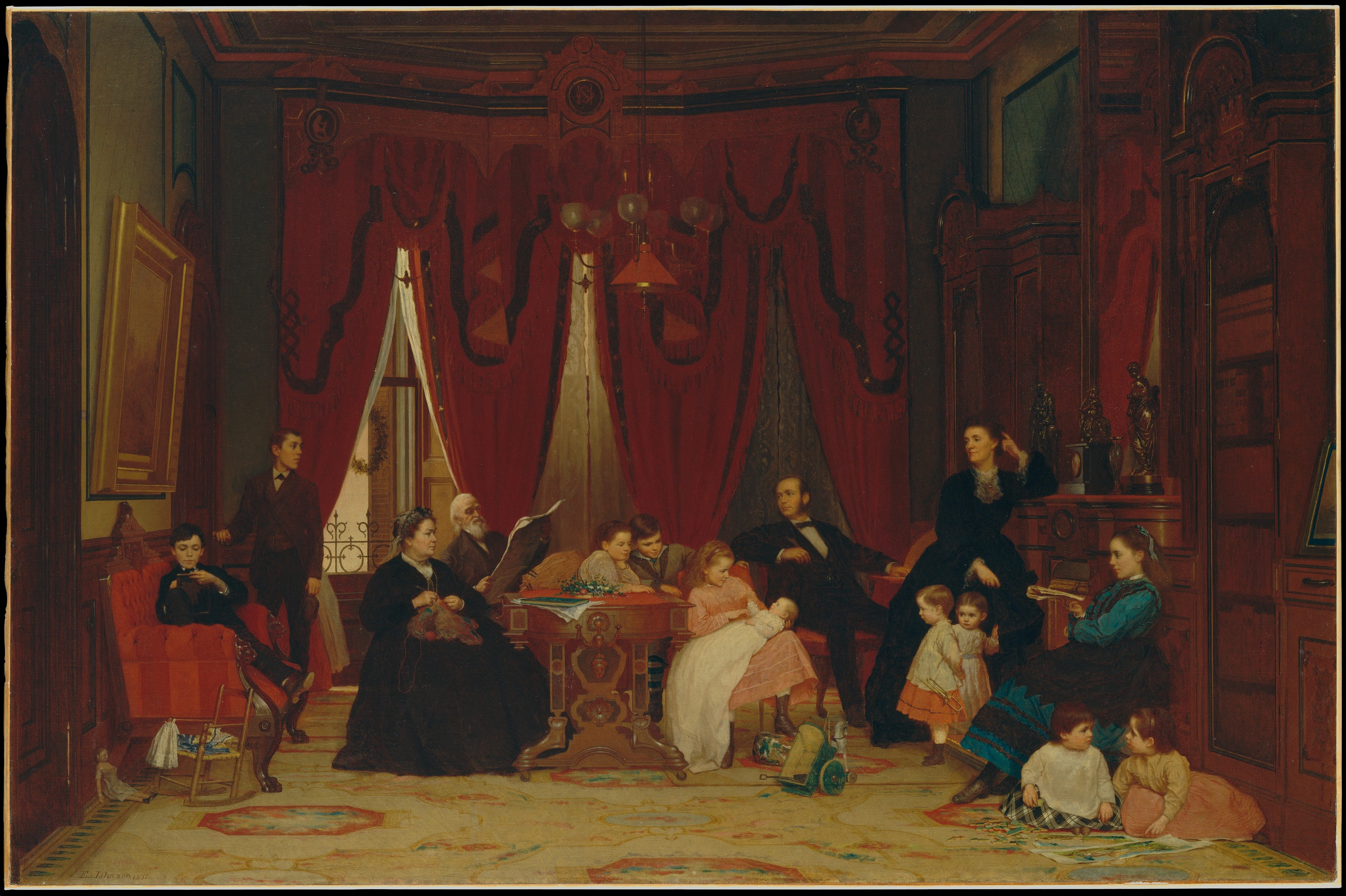
《해치 가족》, 캔버스에 유화, 1870년경~1871년, 메트로폴리탄 미술관
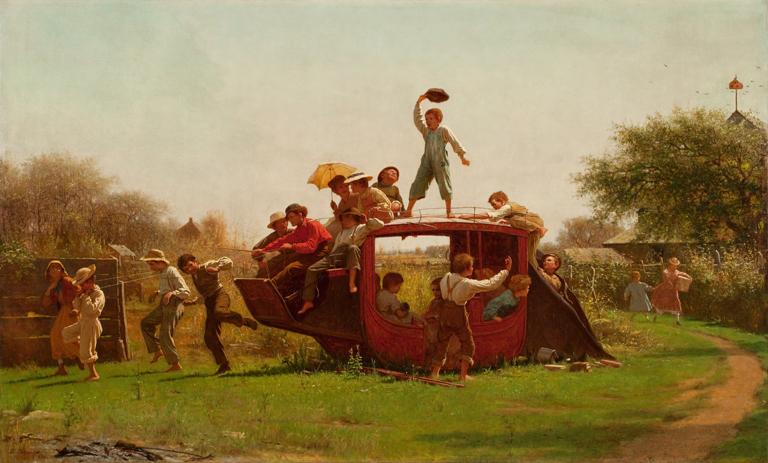
《옛 역마차》, 캔버스에 유화, 1871년, 밀워키 미술관
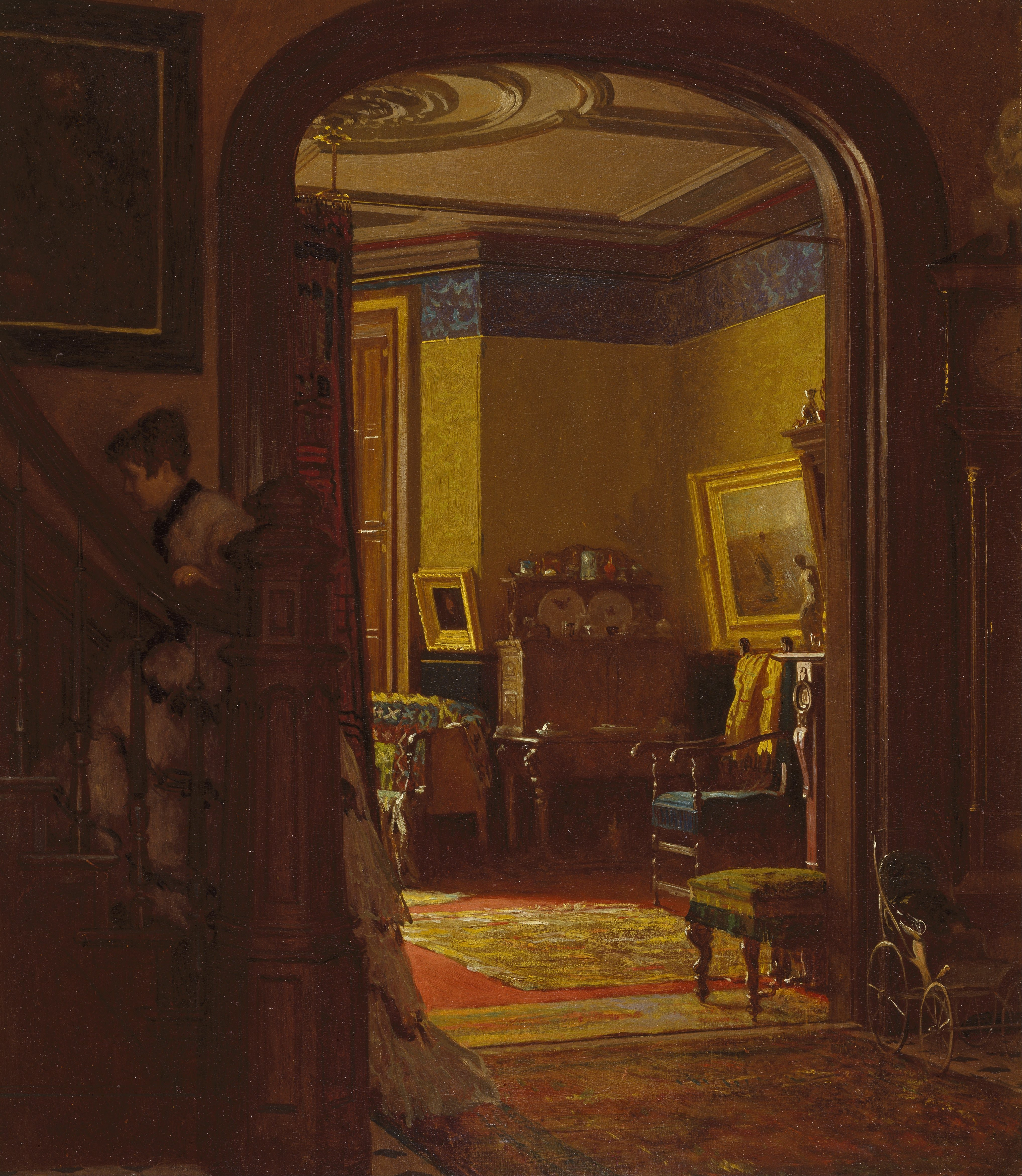
《집에 없음 (화가의 집 내부)》, 1873년경, 브루클린 미술관
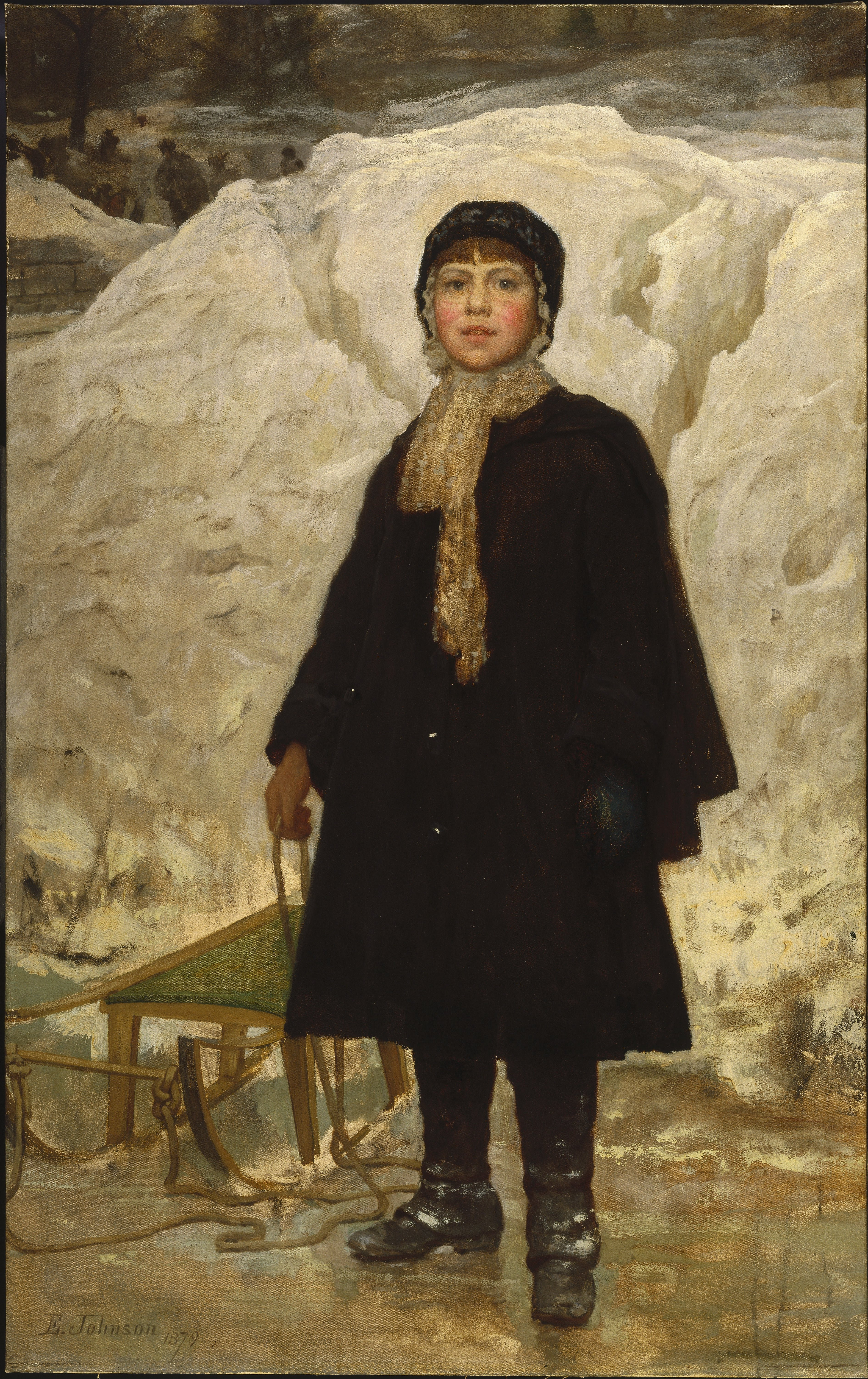
《겨울, 아이의 초상화, 1879년. 브루클린 미술관
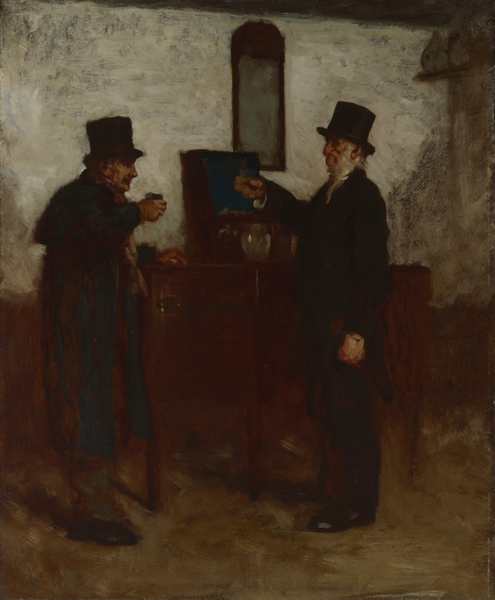
《영주와 한 잔을 위한 연구, 1880년, 프린스턴 대학교 미술관
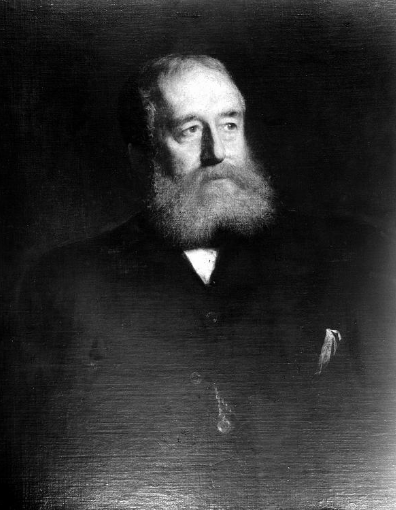
조지프 웨슬리 하퍼, 1880년경
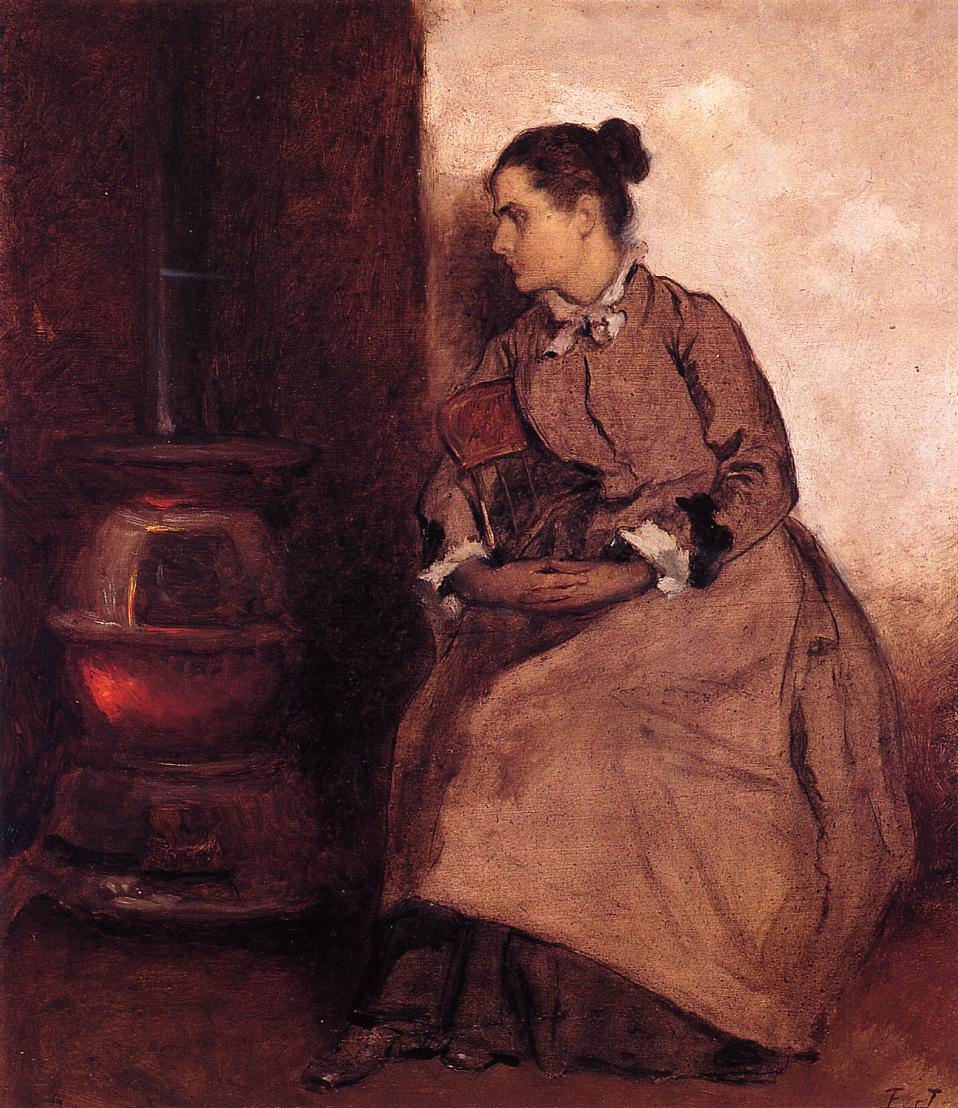
《루스》, 패널에 유화, 1880–1885년, 올브라이트 녹스 미술관
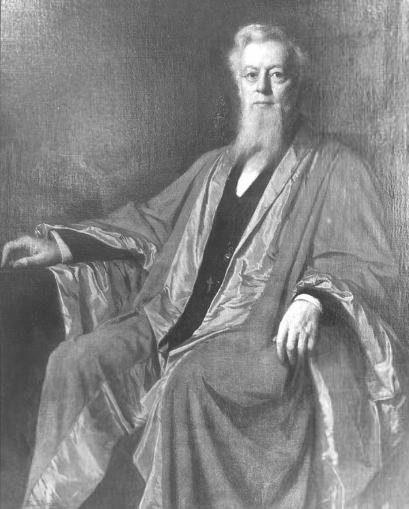
프레데릭 오거스터스 포터 바너드, 1886년
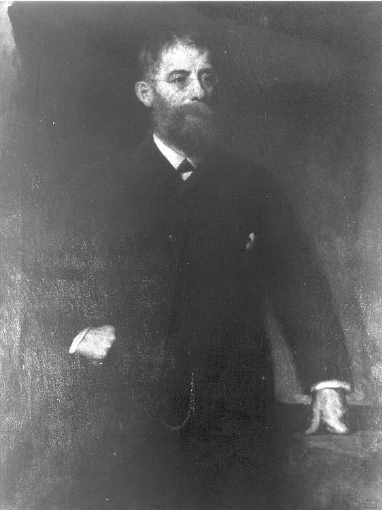
존 콜 달튼, M.D., 1886년
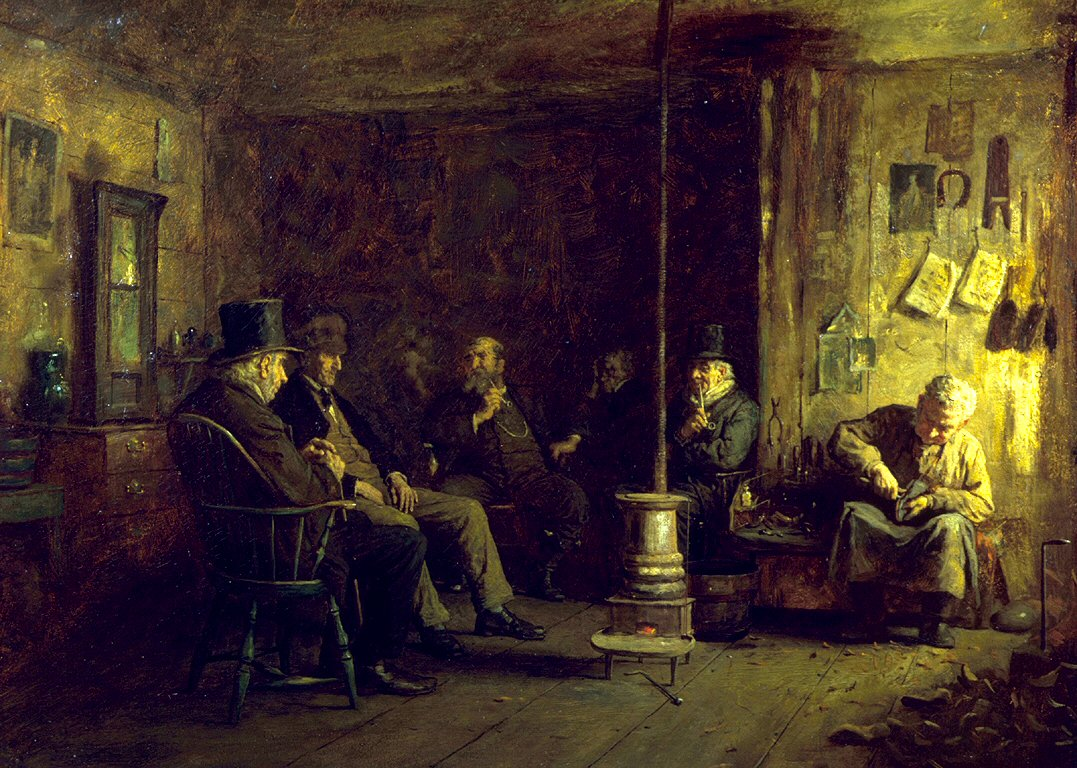
《난터켓 철학 학교》, 1887년. 월터스 미술관
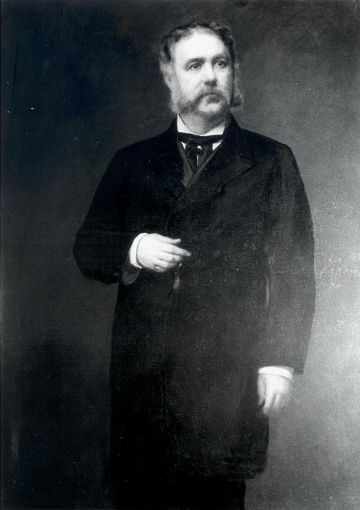
체스터 앨런 아서, 1887년
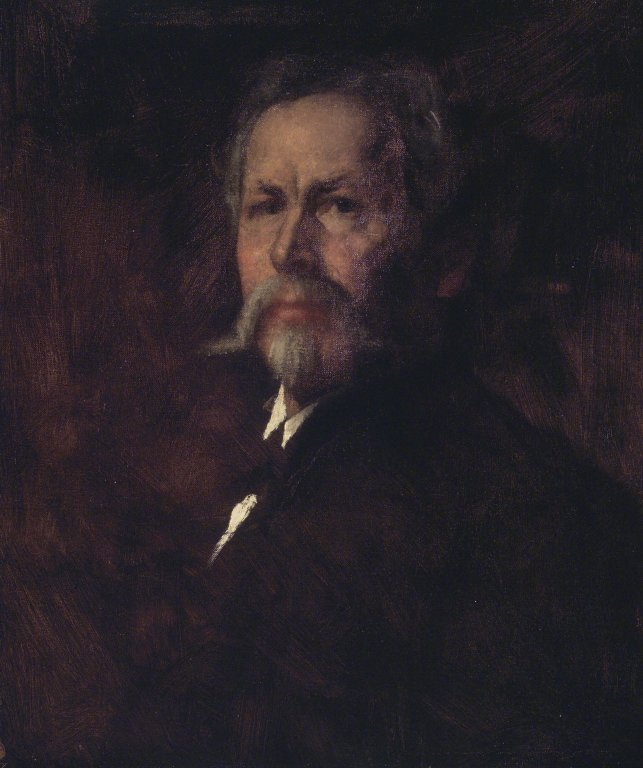
이스트먼 존슨의 자화상, 캔버스에 유화, 1890년경, 브루클린 미술관
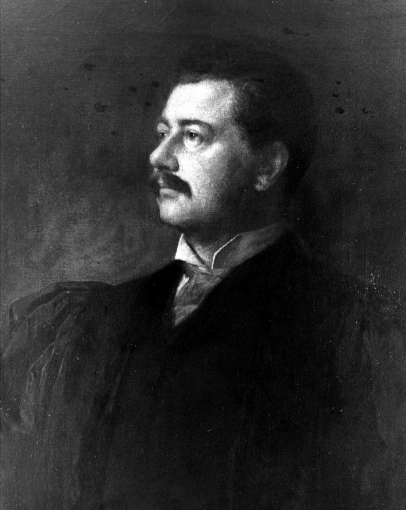
세스 로, 1890년경
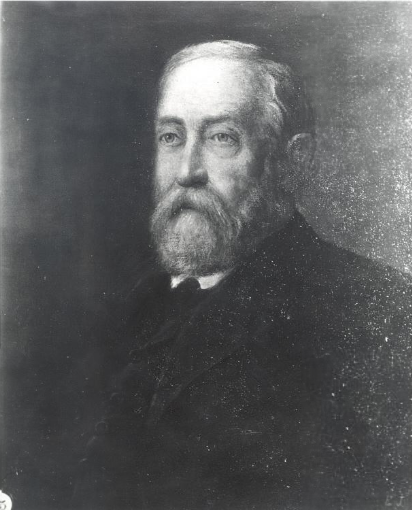
벤저민 해리슨, 1890년경~1900년
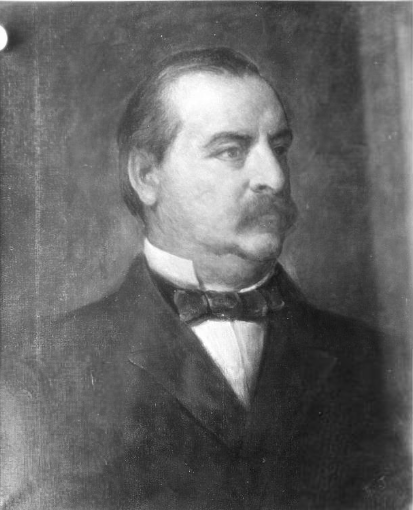
스티븐 그로버 클리블랜드, 1890년경~1900년
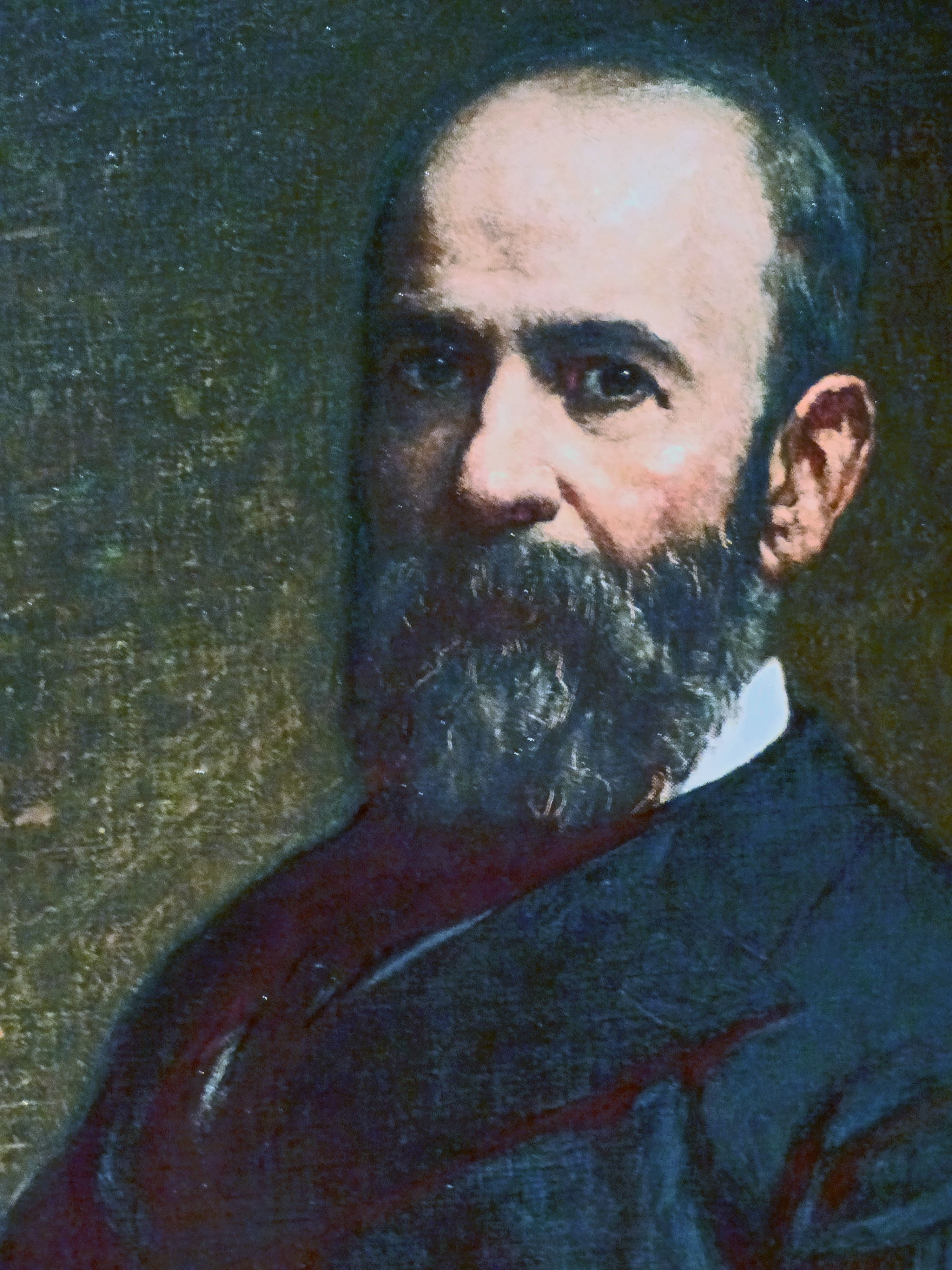
제이 굴드, 1896년
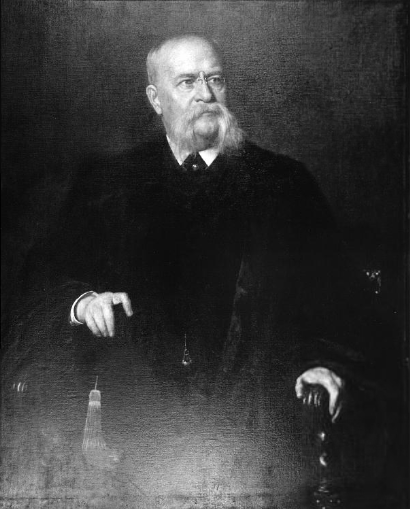
존 하워드 반 암링지, 1900년

## 내용주
1. ↑  Hills, Patricia (2000). “Johnson, Eastman (1824-1906), genre and portrait painter”. 《American National Biography》. doi:10.1093/anb/9780198606697.article.1700460. ISBN 978-0-19-860669-7.
2. 1 2 3 4 5 6 7 8 9  John Davis, "Eastman Johnson's Negro Life at the South and Urban Slavery in Washington, D.C.", Art Bulletin, March 1998, at JSTOR, accessed January 26, 2014
3. ↑  “University of Maine”. 2006년 9월 3일에 원본 문서에서 보존된 문서. 2007년 7월 9일에 확인함.
4. ↑  Hills 1972, 6–9쪽.
5. ↑  “Emanuel Gottlieb Leutze”. 2006년 3월 21일에 원본 문서에서 보존된 문서. 2006년 8월 19일에 확인함.
6. ↑  “Edward Beyer”. 2006년 7월 19일에 원본 문서에서 보존된 문서. 2006년 8월 19일에 확인함.
7. ↑  Hills 1972, 11쪽.
8. 1 2  “Eastman Johnson: Painting America”. Traditional Fine Arts Organization, Inc. 2006년 8월 19일에 확인함.
9. ↑  Hills 1972, 17쪽.
10. ↑  Hills 1972, 21쪽.
11. 1 2  "Portrait of Stephen Bonga", Wisconsin Historical Images, accessed January 23, 2014
12. 1 2 3 4  “Negro Life at the South”. New-York Historical Society. 2013년 2월 8일에 원본 문서에서 보존된 문서. 2013년 2월 15일에 확인함.
13. 1 2  “A Ride for Liberty – The Fugitive Slaves”. 《PBS》. 2006년 8월 19일에 확인함.
14. 1 2 3  Stephanie Hemphill (2006년 7월 4일). “Eastman Johnson's legacy in art”. Minnesota Public Radio. 2006년 8월 19일에 확인함.
15. 1 2  “Civil War Symbolism”. 《Carnegie Museum Magazine》. Jan–Feb 1997. 2005년 12월 30일에 원본 문서에서 보존된 문서. 2006년 8월 19일에 확인함.
16. ↑  “Sugaring Off”. 2006년 8월 12일에 원본 문서에서 보존된 문서. 2006년 8월 19일에 확인함.
17. 1 2  Carbone, Teresa A. (1999). 《Eastman Johnson: Painting America》. Patricia Hills fir판. Italy: Brookly Museum of Art.
18. ↑  Eastman Johnson's Ojibwe works, St. Louis County Historical Society
19. ↑  Patricia Hills. "Painting Race: Eastman Johnson's Pictures of Slaves, Ex-Slaves, and Freedmen", In Teresa A. Carbone and Patricia Hills, ed., Eastman Johnson: Painting America, 1999, Brooklyn Museum of Art.
20. 1 2 3  Eleanor Jones Harvey. 2012. The Civil War in American Art. Yale University Press. ISBN 9780300187335. (at google books)
21. 1 2 3 4  "The Civil War and American Art: A Ride for Liberty?", Eye Level blog, 스미스소니언 미술관, February 21, 2013
22. ↑  Harvey, Eleanor Jones (2013년 10월 30일), “Painting Freedom”, 《New York Times》, 2013년 10월 31일에 확인함